# Segundo Combate de Purhuay
El segundo combate de Purhuay fue un enfrentamiento ocurrido durante la Campaña de la Breña en el marco de la Guerra del Pacífico el 20 de abril de 1883 entre fuerzas chilenas al mando del mayor Julio Quintavalla y guerrillas peruanas, el enfrentamiento tuvo lugar a dos millas y media del Puente Purhuay en el cerro del mismo nombre, posición que había sido ocupada por el batallón Cazadores del Rimac bajo el mando del mayor Wenceslao Inchaústegui quien, a su vez, se encontraba subordinado al comandante Ismael Gonzales que, designado por el general Andrés Avelino Cáceres, tenía su centro de operaciones en el pueblo de Sisicaya.

## Antecedentes
Tras el regreso a Lima de la expedición del coronel Estanislao del Canto, el almirante Patricio Lynch dispuso el envío de una nueva expedición a la sierra con la finalidad de destruir las fuerzas del general Andrés A. Cáceres y de ese modo afianzar el gobierno del general Miguel Iglesias que se mostraba dispuesto a la firma de un tratado de paz que incluyera la cesión territorial. 
Para tal fin dispuso que las vías férreas y telegráficas de Chosica que habían sido dañadas por
montoneras locales fueran reparadas y puestas operativas a fin de permitir el desplazamiento de la expedición que se preparaba.
La misión fue asignada al mayor Julio Quintavalla, quien al mando de dos compañías del Regimiento 6.º de Línea "Chacabuco" arribó por tren a la estación de Chosica el 14 de abril en la cual se encontraba la guarnición del coronel Martiniano Urriola. Los primeros reconocimientos de la tropa chilena se vieron dificultados por la presencia de minas automáticas que habían sido sembradas por los peruanos y aunque los chilenos lograron desactivar 15 de ellas otras 4 estallaron hiriendo a 7 soldados, a esto se sumaban los disparos de armas de fuego y cargas de dinamita que los montoneros arrojaban a la columna chilena que ante la imposibilidad de seguir avanzando hubo de regresar el mismo día a Chosica.
El 16 de abril el coronel Urriola ordenó nuevamente la salida, esta vez de una fuerza mayor al mando de Quintavalla a la que se sumaban dos compañías del regimiento Miraflores compuestas por 175 hombres y una docena de Granaderos a Caballo llevando además 40 bueyes por vanguardia en previsión de las minas que aún se encontraban sembradas.

## El combate
A las 3 de la tarde del mismo día cuando la columna chilena se encontraba a dos millas y media del puente de Purhuay se divisó en las faldas de un cerro vecino a cuatro montoneros peruanos que se encontraban en las inmediaciones de un reducto circular de piedra y que los chilenos supusieron estaban en partida de exploración, con la finalidad de dispersarlos Quintavalla ordenó a 40 soldados que se adelantaran a realizar algunos tiros creyendo, según sus propias palabras, que ahí no se encontraba mucha fuerza enemiga.
Sin embargo al avanzar la tropa chilena fue sorprendida por una lluvia de balas comprobándose que el grueso de la fuerza peruana se encontraba oculta en los cerros y en el mismo reducto y que esos cuatro hombres solo se habían hecho ver con la finalidad de atraer a los contrarios a una emboscada, el jefe chileno ordenó entonces que la restante fuerza del Chacabuco fuera en ayuda de los 40 hombres que ya se batían contra los peruanos, que según cálculo de Quintavalla eran un aproximado de 400 hombres. 

«[...] Apercibido ya de la existencia de un enemigo fuerte en número, hice retirar los animales y el tren, mandando adelantar el resto de la fuerza del Chacabuco en protección de la tropa que ya se batía avanzando por mi parte con las dos compañías del Miraflores hasta el punto de quedar bajo los fuegos de la línea de cerros de la derecha que empezaba ya a ser invadida en su cima por el enemigo [...]»
Parte del Mayor Julio Quintavalla

Ante la posibilidad de ser rodeado y fusilado desde las alturas y tras sostener un tiroteo por espacio de una hora y media Quintavalla ordenó tocar retirada.

«[...] Conociendo luego la imposibilidad de forzar el paso no encontrando acceso posible al cerro y en viste de lo avanzado de la tarde ordené la retirada después de una hora y media de combate, temeroso además de ser cortado en la retirada por la gente que como antes digo, avanzando por sobre el cerro de la derecha hacía fuego sobre la tropa del Miraflores [...]»
Parte del Mayor Julio Quintavalla

«[...] Viendo el mayor Quintavalla que era un temeridad comprometer a su tropa toco retirada pero los chacabucanos no entienden al llamado, querían vengar a sus hermanos victimas de la furia salvaje del enemigo en Concepción. Mientras tanto las bajas eran numerosas y, entre otros el telegrafista, que era peruano fue muerto por dos balazos... Cuando los peruanos oyeron nuestro toque de retirada principio a bajar una numerosa guerrilla de los cerros para cortar a los valientes chacabucanos... acometidos los nuestros entre dos fuegos no hubo más que pelear decididamente y guardarse una retirada segura al bosque de Santa Ana, así lo hicieron. Viendo que toda resistencia era inútil los nuestros se emboscaron [...]»
Corresponsal del diario chileno La Industria de Iquique

Según cartas particulares peruanas que el compilador chileno Pascual Ahumada Moreno cita en su obra, el Chacabuco se mantuvo firme en su posición hasta sufrir fuertes bajas pero no así el Miraflores que huyó en desorden.
Las bajas chilenas fueron, según parte oficial, 29 muertos y heridos, entre los primeros figuraba el subteniente del Chacabuco Jóse del Carmen Ferrer; 17 de los soldados chilenos que se habían introducido en el bosque, se dispersaron en la retirada al día siguiente 9 de ellos se presentaron en el campamento chileno diciendo que los demás habían tomado otro camino para evadir a los peruanos. Respecto a las bajas contrarias dijo Quintavalla:

[...] «Como siempre sucede cuando no se llega a pisar el terreno ocupado por el enemigo, es difícil apreciar el número de bajas sufridas por él, y el que suscribe aun de estar convencido que algún resultado habrá tenido nuestro fuego sobre el enemigo, no puede estimar sus perdidas [...]»
Parte del Mayor Julio Quintavalla

## Consecuencias
Por su proceder durante el combate fueron presentados cargos contra el mayor Quintavalla quien solicitó que se levantase un sumario sobre los hechos para esclarecer su conducta.
La victoria peruana permitió retrasar la partida de una nueva expedición chilena hacia la sierra central ocupada por el ejército de Cáceres desde julio de 1882. El historiador peruano Rubén Vargas Ugarte en su obra "Historia General de la Guerra del Pacífico" cita una carta que el ciudadano inglés Charles Watson (Gerente Director de la Compañía del Ferrocarril de la Oroya y Mineral de Pasco) dirigió a su amigo Alfred Bushell en la que describe el combate que se realizó en Purhuay.

«[...] Ayer hubo un combate en la línea de La Oroya, más arriba de Chosica entre unos 250 chilenos y el mismo número de peruanos. Aquéllos sufrieron una derrota completa y tuvieron que huir, llevándose 14 heridos y dejando a dos oficiales y 24 soldados muertos o heridos en el campo.
No dudo de que este encuentro se publicará en Chile como otro triunfo, pero puede ud. estar seguro de que mi noticia es correcta, pues la tengo de una persona que se halló presente y no fue una escaramuza sino una batalla bien organizada que duró una hora y diez minutos, y los chilenos viendo que era imposible soportar el fuego de los peruanos, volvieron la espalda y huyeron, tomando el tren que los esperaba como a una milla de distancia [...]»
Carta de Charles Watson a Alfred Bushell. Lima 21 de abril de 1883